# Gary Shimokawa
Gary Shimokawa est un réalisateur et producteur.

## Filmographie
Comme réalisateur
- 1975 : Welcome Back, Kotter (série télévisée)
- 1976 : Laverne et Shirley ("Laverne & Shirley") (série télévisée)
- 1976 : Alice (série télévisée)
- 1977 : Fish (série télévisée)
- 1978 : Another Day (série télévisée)
- 1979 : Archie Bunker's Place (en) (série télévisée)
- 1989 : Coach (série télévisée)
- 1994 : Sister, Sister ("Sister, Sister") (série télévisée)
- 1996 : Kwik Witz (série télévisée)
- 1996 : Goode Behavior (série télévisée)
- 1997 : USA High (série télévisée)
- 1998 : Les Californiens ("Malibu, CA") (série télévisée)

Comme producteur